# AUCTeX
AUCTeXは、EmacsおよびXEmacsでTeXファイルを作成およびフォーマットするための拡張可能なパッケージである。

## パッケージ
AUCTeXは、シンタックスハイライト、スマートインデントとフォーマット、編集バッファ内での数式やその他の要素の直接プレビュー、構文要素のスマートな折りたたみ、マクロと環境の補完を提供する。また、LaTeXプロジェクトのセルフドキュメント.dtx形式と、限られた範囲でConTeXtおよびプレーンTeXをサポートしている。  
AUCTeXは、Emacs 16の「tex-mode.el」パッケージから派生したもので、オールボー大学センター（現在のオールボー大学）の学生によって作成されたため、AUCTeXという名前が付けられた。Lars Peter Fischerは1986年にフォントマクロとデンマーク語の文字を挿入する最初の関数を作成した。Per Abrahamsenは1987年に環境とセクションを挿入する関数、テキストをインデントする関数、およびアウトラインマイナーモードを作成した。Kresten Krab Thorupはバッファ処理とデバッグ関数、マクロ補完、および大幅に改善されたインデントとテキストフォーマット関数を含むその他多くの関数を作成し、1991年にAUCTeXの最初の公開リリースを行った。  
AUCTeXはGNU General Public Licenseの下で配布されている。  